# 中央军委科学技术委员会科技战略局
中央军委科学技术委员会科技战略局，位于北京市，是中央军委科学技术委员会下属局，负责全军科技战略工作。

## 沿革
在深化国防和军队改革中，2016年1月组建中央军委科学技术委员会。中央军委科学技术委员会新设中央军委科学技术委员会科技战略局。

## 历任局长
| 中央军委科学技术委员会科技战略局局长 - 李燕东（2017年—） | 中央军委科学技术委员会科技战略局副局长 - 李燕东（2016年—2017年） - 王羽（2017年—） |